# Kévin Appin
Kévin Appin (Marsella, 20 de enero de 1998), más conocido como Appin, es un futbolista francés que juega en la demarcación de centrocampista para el Burgos C. F. de la Segunda División de España.

## Trayectoria
Natural de Marsella, se formó en las categorías inferiores del Association Sportive de Monaco Football Club, que en la temporada 2018-19 lo cedió al Círculo Brujas para competir en la Primera División de Bélgica. No llegó a jugar con el primer equipo monegasco, pero sí lo hizo en más de 50 ocasiones con el filial.
El 4 de octubre de 2020 firmó por el Hércules C. F. por un año con opción a dos más. Solo estuvo el primero, ya que el 8 de junio de 2021 se unió a la U. D. Ibiza para la temporada de su estreno en la Segunda División. Con este equipo jugó 67 encuentros en dos campañas y, tras el descenso de categoría, el 4 de agosto de 2023 fichó por el Burgos C. F.

## Clubes
| Club                       | País    | Año             |
| -------------------------- | ------- | --------------- |
| A. S. Monaco F. C. "II"    | Francia | 2016-2018       |
| Círculo de Brujas (cedido) | Bélgica | 2018-2019       |
| A. S. Monaco F. C. "II"    | Francia | 2019-2020       |
| Hércules C. F.             | España  | 2020-2021       |
| U. D. Ibiza                | España  | 2021-2023       |
| Burgos C. F.               | España  | 2023-actualidad |